# Остров Чистой Банки
Остров Чистой Банки (Чистая Банка) — остров в северо-западной части Каспийского моря, в устье Волги, в 27 км к югу от острова Зюдев.
Остров Чистая Банка длиной 6 км и шириной максимум 4 км.
Административно находится в Астраханской области.

## Тривия
Чистая Банка — остров, возле которого некоторые исследователи (например, К.Н. Васильков и Р.М. Магомедов) локализуют древний город Итиль. Историк Васильков Константин Николаевич опирается на данные съёмок из космоса: в районе острова Чистая Банка просматривается многоугольник, диаметром примерно пять-шесть километров. Летописцы же говорят, что вокруг Итиля была возведена стена диаметром в один фарсах, то есть пять-шесть километров.
По мнению участника одной из первых экспедиций на Чистую Банку, П.И. Бухарицына, валы Чистой Банки были насыпаны в 1960-х годах, когда начался подъём уровня Каспия и вода стала подтапливать находившуюся на острове животноводческую ферму.

## Известные жители
Здесь родился Шалахметов, Гадильбек Минажевич, бывший председатель Гостелерадио Казахской ССР, пресс-секретарь Президента Казахской ССР.

## Топографические карты
- Лист карты L-38-XXX о. Морская Чапура. Масштаб: 1 : 200 000. Указать дату выпуска/состояния местности.